# Pietreni (okręg Konstanca)
Pietreni – wieś w Rumunii, w okręgu Konstanca, w gminie Deleni. W 2011 roku liczyła 845 mieszkańców.